# 5-й армейский корпус (вермахт)
5-й армейский корпус (нем. V. Armeekorps) — немецкий армейский корпус, сформированный 26 августа 1939 года (штаб корпуса был создан весной 1935 года).
В мае 1944 года уничтожен в Крыму, остатки в июле 1944 года переданы для формирования 11-го корпуса СС.
В ноябре 1944 года на основе части штаба 5-го армейского корпуса, на границе с Швейцарией был создан штаб 24-й армии. До апреля 1945 года подчинённых частей штаб армии не имел. С марта 1945 года официальное наименование — «Альпийская крепость» (Festung Alpen).
Вновь 5-й армейский корпус создан 26 января 1945 года на основе остатков штаба 221-й охранной дивизии.

## Боевой путь корпуса

### Первое формирование
В 1939 году дислоцирован на западной границе Германии.
В мае — июне 1940 года — участие в захвате Бельгии и Франции.

### Операция «Барбаросса»
С 22 июня 1941 года — участие в германо-советской войне, в составе группы армий «Центр». Бои в Белоруссии, затем на Московском направлении.
30 июля 1941 года 5-й армейский корпус перешел к обороне после решения Гитлера остановить наступление на Москву и повернуть танковую группу Гудериана на Киев. Танковая группа Гота была направлена на север, в направлении Ленинграда.

### Операция «Тайфун»
В начале октября 1941 года 5-й армейский корпус в составе 35-й, 5-й и 106-й пехотных дивизий вели наступление на 244-ю стрелковую дивизию. Корпус прикрывал правый фланг наступающего на Вязьму 56-го моторизованного корпуса. Наступление значительных сил танков и пехоты корпуса сдерживала 244-я дивизия, поддержанная артиллерийскими и минометными частями, которая стойко держалась всю первую половину дня. К 15:00 части корпуса вынудили 244-ю дивизию отойти на рубеж Гунино — Шатуны — Борники. 27 октября 5-й армейский корпус занял Волоколамск.
В начале 1942 года — бои в районе Можайска и Гжатска.
С августа 1942 года — в составе группы армий «А» бои на Кавказском направлении.
В 1943 году — бои на Кубани.
Зимой 1943 года, весной 1944 года — бои в Крыму, отражение Керченско-Эдьтигенской десантной операции, апрель - отражение Крымской наступательной операции. Из-за продвижения советских войск с севера от Сиваша, части корпуса, отходящие с Керченского полуострова на большую дистанцию были блокированы в районе Судака, где на имелось сети дорог. 13 апреля 1944 была осуществлена их эвакуация быстроходными десантными баржами MFP под ударами советской авиации. В апреле-мае корпус понёс сильные потери, лишь часть соединений эвакуирована морем из Севастополя в ходе операции "60000".

### Второе формирование
В 1945 году — в составе 4-й танковой армии бои на Одере.

## Состав корпуса

### Первое формирование
В мае 1940:
- 62-я пехотная дивизия
- 94-я пехотная дивизия
- 263-я пехотная дивизия

В июне 1941:
- 5-я пехотная дивизия
- 35-я пехотная дивизия

В январе 1942:
- 23-я пехотная дивизия
- 35-я пехотная дивизия
- 106-я пехотная дивизия

В декабре 1942:
- 9-я пехотная дивизия
- 73-я пехотная дивизия
- 125-я пехотная дивизия

- 10-я румынская пехотная дивизия
- 3-я румынская горнопехотная дивизия

В декабре 1943:
- 50-я пехотная дивизия
- 98-я пехотная дивизия
- 6-я румынская кавалерийская дивизия
- 3-я румынская горнопехотная дивизия

### Второе формирование
В марте 1945:
- 72-я пехотная дивизия
- 275-я пехотная дивизия
- 342-я пехотная дивизия

## Командующие корпусом
- С 26 августа 1939 — генерал пехоты Рихард Руофф
- С 12 января 1942 — генерал пехоты Вильгельм Ветцель
- С 1 июля 1943 — генерал пехоты Карл Альмендингер
- С 2 июня 1944 — генерал пехоты Франц Бейер

Второе формирование:
- С 26 января 1945 — генерал артиллерии Курт Вегер